# Thamine Tadama-Groeneveld

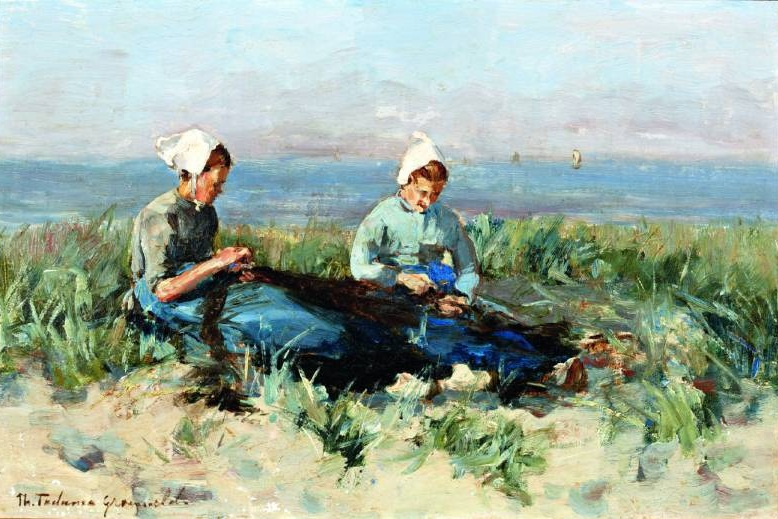
Katwijker Netzflickerinnen in den Dünen

Tamina Henriëtte Bartholda Jacoba Tadama-Groeneveld (* 15. Oktober 1871 in Utrecht; † 4. März 1938 in Zandvoort) war eine niederländische Malerin.
Sie war Schülerin von Willem van Konijnenburg und in der „Kunstpraktijk“ in Arnhem bei Sieger Baukema.
1895 heiratete sie den Maler Fokko Tadama und gebar zwei Kinder. 1897 zogen sie nach Egmond aan den Hoef, wo sie der Egmonder Malschule von George Hitchcock beitraten. Beide malten hauptsächlich Landschaften im Stil der Haager Schule. 1898 stellten beide im Salon der Société des Artistes Français in Paris aus.  
Kurz nach 1900 hörte Fokko Tadama auf zu malen und widmete sich hauptsächlich der Jagd. 1907 zog das Paar nach Katwijk aan Zee in der Provinz Zuid-Holland. 1909 zerfiel die Ehe, als Fokko Tadama nach Seattle emigrierte, wo er wieder mit der Malerei begann. 1935 beendete er dort sein Leben. 
Tamina Groeneveld blieb in Katwijk bis 1916, kam dann nach Bloemendaal bis etwa 1930, dann nach Zandvoort. 
Sie malte zuerst Blumen, später Landschaften, Meer- und Strandansichten. War Mitglied von „Arti et Amicitiae“ in Amsterdam.
Sie nahm ab 1895 an Ausstellungen in Amsterdam. Arnheim, Den Haag teil. Auf der Ausstellung in Arnhem erhielt sie 1912 eine Silbermedaille.